# Jan Saverys
Ne doit pas être confondu avec Jan Savery.
Jan Saverys, né le 31 juillet 1924 à Petegem près de Deinze, est un artiste peintre flamand, aquarelliste et pastelliste.

## Biographie
Jan Saverys né en 1924 à Petegem près de Deinze, est le fils d'Albert Saverys. Il a étudié à l'Académie des beaux-arts de Gand de 1943 à 1946 et aux Académies Libres à Paris de 1946 à 1948.